# Pont Ambroix
Le pont Ambroix ou pont d'Ambrussum est un pont romain construit au Ier siècle (époque Julio-Claudienne) au-dessus du Vidourle à Ambrussum dans le Sud de la France, région du Languedoc-Roussillon. Il est situé à cheval sur les communes de Gallargues-le-Montueux (dans le Gard) et Villetelle (dans l'Hérault).

## Situation
Le pont Ambroix franchit le Vidourle, petit fleuve des Cévennes, entre les communes de Gallargues-le-Montueux dans le Gard à l'est et Villetelle dans l'Hérault à l'ouest. Il a été construit sur la voie romaine Via Domitia entre Nîmes et Montpellier. L'oppidum gaulois d'Ambrussum est tout proche sur la rive ouest. Le pont débouchait sur la rue principale de l'agglomération gallo-romaine au bas de l'oppidum.

## Histoire
Il fut construit au Ier siècle et permettait à la principale route romaine de la Narbonnaise, la voie Domitienne, de franchir le Vidourle. Le pont a été utilisé jusqu'en 1299. Un dessin exécuté dans les années 1620 à la demande d'Anne de Rulman, avocat auprès du présidial de Nîmes, montre le pont encore pourvu de quatre arches. On sait par La Chronologiette de Pierre Prion (1744-1759) que la sixième arche a été emportée par une inondation en 1745. Sur Le Pont d'Ambrussum, tableau de Gustave Courbet daté de 1857, la quatrième arche est visible ; elle s'est écroulée en 1933 lors d'une crue sauvage du Vidourle. Les moellons ont été récupérés en 1983 par une équipe d'archéologues dirigée par J.-C. Bessac et J.-L. Fiches et empilés sur la rive gauche en vue d'une hypothétique reconstruction de l'arche. Le pont fait partie du site archéologique et touristique d'Ambrussum. L'autoroute La Languedocienne passe à un kilomètre au nord (sortie Gallargues).
Le pont fait l'objet d'un classement au titre des monuments historiques depuis 1840.

## Description
Le pont est construit en pierres de grand appareil (blocs de 1,40 m x 0,70 m x 0,50 m) assemblées sans mortier avec renforts d'agrafes en bronze scellées au plomb.  Long de 180 mètres, il avait à l'origine onze arches, dont il ne reste que la cinquième au milieu de la rivière, d'une portée de 10 mètres. Les arches sont voûtées en plein cintre. Aux reins de la voûte, on note la présence de corbeaux de pierre servant d'appui aux cintres. Les ouvertures de crues sont modestes, ce qui explique que la poussée des eaux est la cause de l'effondrement du pont malgré la présence d'avant-becs.
Il faut cependant ajouter que ce pont a volontairement été en partie démoli au Moyen Âge afin d'obliger la circulation à se faire sur le « nouveau » pont de Lunel en aval qui possédait alors un péage. [réf. souhaitée]

## Galerie

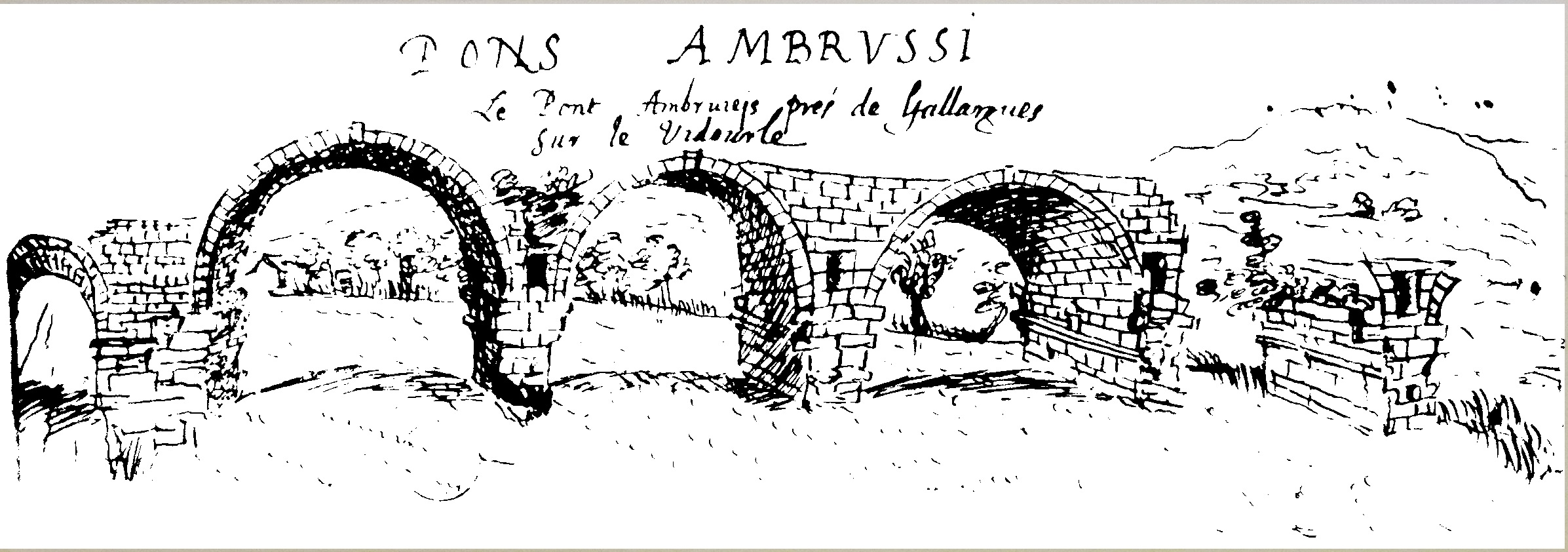
Pons Ambrussi, Anne de Rulman, avocat du XVIe siècle
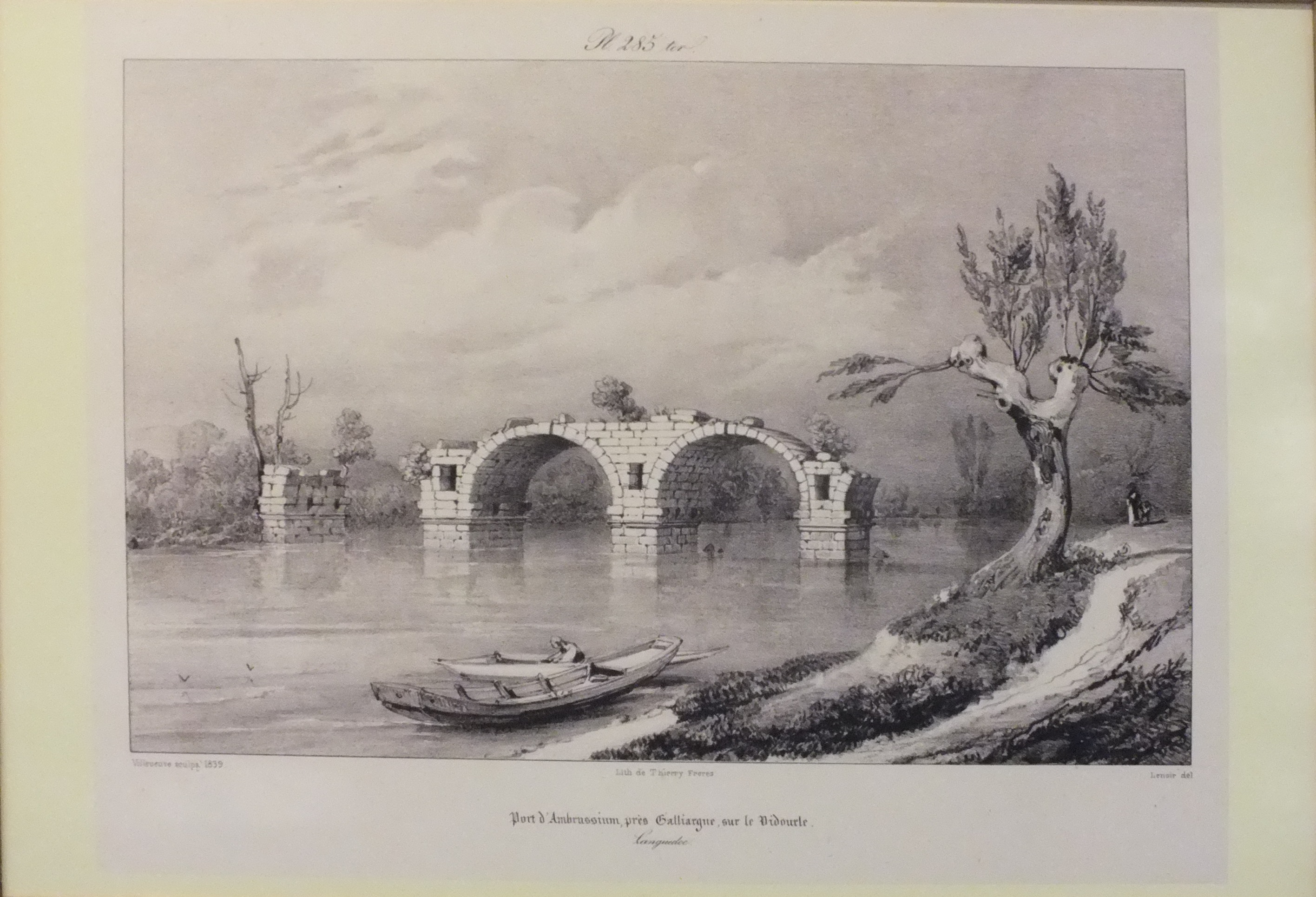
Le Pont d'Ambrussum, lithographie, Thierry frères, 1839.
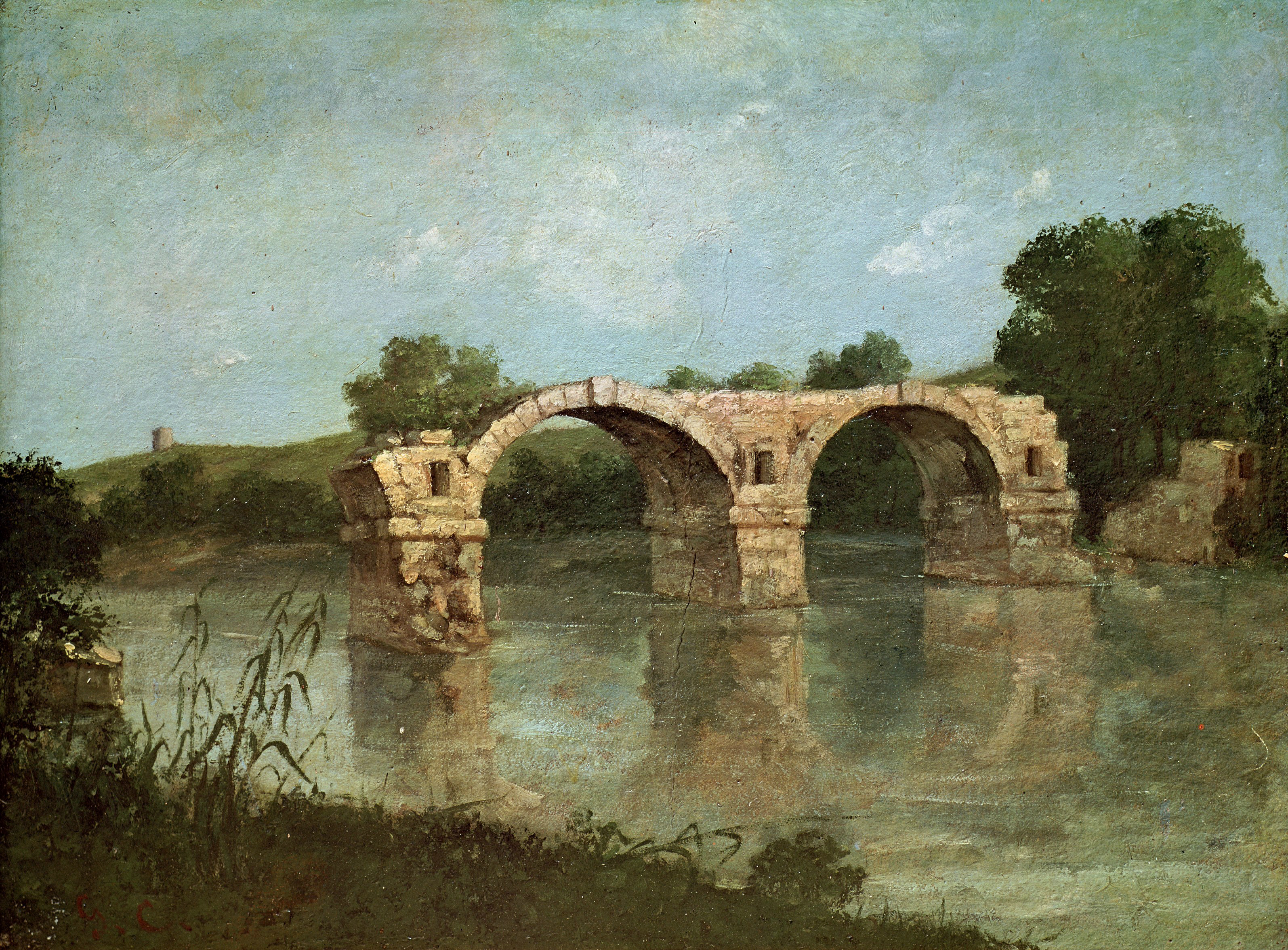
Le Pont d'Ambrussum, par Gustave Courbet, 1857, montrant le pont encore pourvu de deux arches.